# Ballarawad, Navalgund
Ballarawad là một làng thuộc tehsil Navalgund, huyện Dharwad, bang Karnataka, Ấn Độ.